# You've Got Your Troubles
"You've Got Your Troubles" is een nummer van de Britse band The Fortunes. Het verscheen op hun debuutalbum The Fortunes uit 1965. In augustus van dat jaar werd het uitgebracht als de eerste single van het album.

## Achtergrond
"You've Got Your Troubles" is geschreven door Roger Greenaway en Roger Cook en geproduceerd door Noel Walker. Greenaway en Cook schreven het nummer toen zij met hun toenmalige groep The Kestrels op tournee waren. Cook vertelde dat de twee het nummer in een theater schreven: "Roger [Greenaway] zei, 'Ik heb een liedje geschreven'. We pakten onze ukeleles erbij en hij speelde zijn liedje en vroeg aan mij, 'Kun je me helpen met de tekst?' Binnen twee uur hadden we het hele liedje af." De twee namen een demo van het nummer op en lieten deze horen aan hun uitgeverij Mills Music Publishing. Tony Hiller, die hen een contract bij Mills liet tekenen, gaf het nummer aan The Fortunes, voor wie hij zelf eerder de onsuccesvolle single "Caroline" had geschreven. Volgens producer Walker was hij degene die voorstelde dat de band het nummer op zou nemen: "Het contract van The Fortunes liep ten einde en Decca wilde hen geen nieuw contract aanbieden. Ik zei tegen Decca dat zij geweldig zongen en dat zij nog een kans verdienden. Ik wilde dat zij aan de slag gingen als zangers die worden begeleid door professionele muzikanten en ik vond een prachtig liedje, 'You've Got Your Troubles'." Les Reed was verantwoordelijk voor het arrangement op het nummer en bedacht het trompetmotief.
Volgens Radio Caroline-dj Mike Ahern was zijn station verantwoordelijk voor het feit dat "You've Got Your Troubles" een hit werd. De single bereikte de tweede plaats in de Britse UK Singles Chart en werd enkel van de nummer 1-positie gehouden door "Help!" van The Beatles. In de Amerikaanse Billboard Hot 100 piekte het op de zevende plaats, terwijl het in onder meer Canada en Nieuw-Zeeland een nummer 1-hit werd. Ook in Ierland en Zuid-Afrika werd de top 10 gehaald. In Nederland kwam de single tot de derde plaats in zowel de Top 40 als de Tijd voor Teenagers Top 10, terwijl in Vlaanderen de tiende plaats in een voorloper van de Ultratop 50 werd gehaald. In 1974 werd de single opnieuw uitgebracht in Nederland en Vlaanderen, ditmaal als dubbele A-kant met "This Golden Ring". Ditmaal kwam het in Nederland tot de dertiende plaats in de Top 40 en de vijftiende plaats in de Nationale Hitparade, en tot plaats 27 in een voorloper van de Vlaamse Ultratop 50.
De demo van "You've Got Your Troubles" kwam ook bij producer George Martin terecht, die de volledige versie door Greenaway en Cook wilde laten opnemen. Martin was echter te druk met de opnames van het album Rubber Soul van The Beatles en kon zo niet optreden als producer van Greenaway en Cook voordat de versie van The Fortunes de hitlijsten had bereikt. Martin produceerde wel een versie van het Beatles-nummer "Michelle", die werd uitgebracht onder de naam David and Jonathan. Dit werd een top 20-hit in het Verenigd Koninkrijk en de Verenigde Staten en kwam in Canada op de nummer 1-positie terecht. "You've Got Your Troubles" verscheen in de versie van David en Jonathan wel op hun debuutalbum David and Jonathan, dat in de Verenigde Staten verscheen als Michelle.
The Fortunes namen "You've Got Your Troubles" in de zomer van 1982 opnieuw op in Amsterdam voor hun compilatiealbum Their Golden Hits. Covers van het nummer zijn afkomstig van onder meer Neil Diamond, The Drifters, Jack Blanchard & Misty Morgan, Peter and Gordon, Nancy Wilson en Travis Wammack. Ook White Plains, waar Greenaway en Cook deel van uitmaakten, brachten het uit.

## Hitnoteringen

### Nederlandse Top 40
| Hitnotering week 1 t/m 25: 14-08-1965 t/m 29-01-1966 Hitnotering week 26 t/m 31: 25-05-1974 t/m 29-06-1974 | Hitnotering week 1 t/m 25: 14-08-1965 t/m 29-01-1966 Hitnotering week 26 t/m 31: 25-05-1974 t/m 29-06-1974 | Hitnotering week 1 t/m 25: 14-08-1965 t/m 29-01-1966 Hitnotering week 26 t/m 31: 25-05-1974 t/m 29-06-1974 | Hitnotering week 1 t/m 25: 14-08-1965 t/m 29-01-1966 Hitnotering week 26 t/m 31: 25-05-1974 t/m 29-06-1974 | Hitnotering week 1 t/m 25: 14-08-1965 t/m 29-01-1966 Hitnotering week 26 t/m 31: 25-05-1974 t/m 29-06-1974 | Hitnotering week 1 t/m 25: 14-08-1965 t/m 29-01-1966 Hitnotering week 26 t/m 31: 25-05-1974 t/m 29-06-1974 | Hitnotering week 1 t/m 25: 14-08-1965 t/m 29-01-1966 Hitnotering week 26 t/m 31: 25-05-1974 t/m 29-06-1974 | Hitnotering week 1 t/m 25: 14-08-1965 t/m 29-01-1966 Hitnotering week 26 t/m 31: 25-05-1974 t/m 29-06-1974 | Hitnotering week 1 t/m 25: 14-08-1965 t/m 29-01-1966 Hitnotering week 26 t/m 31: 25-05-1974 t/m 29-06-1974 | Hitnotering week 1 t/m 25: 14-08-1965 t/m 29-01-1966 Hitnotering week 26 t/m 31: 25-05-1974 t/m 29-06-1974 | Hitnotering week 1 t/m 25: 14-08-1965 t/m 29-01-1966 Hitnotering week 26 t/m 31: 25-05-1974 t/m 29-06-1974 | Hitnotering week 1 t/m 25: 14-08-1965 t/m 29-01-1966 Hitnotering week 26 t/m 31: 25-05-1974 t/m 29-06-1974 | Hitnotering week 1 t/m 25: 14-08-1965 t/m 29-01-1966 Hitnotering week 26 t/m 31: 25-05-1974 t/m 29-06-1974 | Hitnotering week 1 t/m 25: 14-08-1965 t/m 29-01-1966 Hitnotering week 26 t/m 31: 25-05-1974 t/m 29-06-1974 | Hitnotering week 1 t/m 25: 14-08-1965 t/m 29-01-1966 Hitnotering week 26 t/m 31: 25-05-1974 t/m 29-06-1974 | Hitnotering week 1 t/m 25: 14-08-1965 t/m 29-01-1966 Hitnotering week 26 t/m 31: 25-05-1974 t/m 29-06-1974 | Hitnotering week 1 t/m 25: 14-08-1965 t/m 29-01-1966 Hitnotering week 26 t/m 31: 25-05-1974 t/m 29-06-1974 | Hitnotering week 1 t/m 25: 14-08-1965 t/m 29-01-1966 Hitnotering week 26 t/m 31: 25-05-1974 t/m 29-06-1974 |
| Week | 1 | 2 | 3 | 4 | 5 | 6 | 7 | 8 | 9 | 10 | 11 | 12 | 13 | 14 | 15 | 16 | 17 |
| --- | --- | --- | --- | --- | --- | --- | --- | --- | --- | --- | --- | --- | --- | --- | --- | --- | --- |
| Nummer | 17 | 10 | 5 | 4 | 3 | 3 | 3 | 3 | 3 | 5 | 6 | 6 | 6 | 8 | 7 | 9 | 11 |
| Week | 18 | 19 | 20 | 21 | 22 | 23 | 24 | 25 | | 26 | 27 | 28 | 29 | 30 | 31 | | |
| Nummer | 12 | 13 | 21 | 25 | 25 | 21 | 31 | 39 | uit | 24 | 13 | 13 | 21 | 34 | 39 | uit | |

### Tijd voor Teenagers Top 10/Parool Top 20/Nationale Hitparade
Opmerking: in week 1 t/m 11 heette de hitlijst Tijd voor Teenagers Top 10, in week 12 t/m 17 heette deze Parool Top 20, en bij de heruitgave in 1974 heette de lijst Nationale Hitparade.
| Hitnotering week 1 t/m 17: 14-08-1965 t/m 04-12-1965 Hitnotering week 18 t/m 20: 01-06-1974 t/m 15-06-1974 | Hitnotering week 1 t/m 17: 14-08-1965 t/m 04-12-1965 Hitnotering week 18 t/m 20: 01-06-1974 t/m 15-06-1974 | Hitnotering week 1 t/m 17: 14-08-1965 t/m 04-12-1965 Hitnotering week 18 t/m 20: 01-06-1974 t/m 15-06-1974 | Hitnotering week 1 t/m 17: 14-08-1965 t/m 04-12-1965 Hitnotering week 18 t/m 20: 01-06-1974 t/m 15-06-1974 | Hitnotering week 1 t/m 17: 14-08-1965 t/m 04-12-1965 Hitnotering week 18 t/m 20: 01-06-1974 t/m 15-06-1974 | Hitnotering week 1 t/m 17: 14-08-1965 t/m 04-12-1965 Hitnotering week 18 t/m 20: 01-06-1974 t/m 15-06-1974 | Hitnotering week 1 t/m 17: 14-08-1965 t/m 04-12-1965 Hitnotering week 18 t/m 20: 01-06-1974 t/m 15-06-1974 | Hitnotering week 1 t/m 17: 14-08-1965 t/m 04-12-1965 Hitnotering week 18 t/m 20: 01-06-1974 t/m 15-06-1974 | Hitnotering week 1 t/m 17: 14-08-1965 t/m 04-12-1965 Hitnotering week 18 t/m 20: 01-06-1974 t/m 15-06-1974 | Hitnotering week 1 t/m 17: 14-08-1965 t/m 04-12-1965 Hitnotering week 18 t/m 20: 01-06-1974 t/m 15-06-1974 | Hitnotering week 1 t/m 17: 14-08-1965 t/m 04-12-1965 Hitnotering week 18 t/m 20: 01-06-1974 t/m 15-06-1974 | Hitnotering week 1 t/m 17: 14-08-1965 t/m 04-12-1965 Hitnotering week 18 t/m 20: 01-06-1974 t/m 15-06-1974 | Hitnotering week 1 t/m 17: 14-08-1965 t/m 04-12-1965 Hitnotering week 18 t/m 20: 01-06-1974 t/m 15-06-1974 | Hitnotering week 1 t/m 17: 14-08-1965 t/m 04-12-1965 Hitnotering week 18 t/m 20: 01-06-1974 t/m 15-06-1974 | Hitnotering week 1 t/m 17: 14-08-1965 t/m 04-12-1965 Hitnotering week 18 t/m 20: 01-06-1974 t/m 15-06-1974 | Hitnotering week 1 t/m 17: 14-08-1965 t/m 04-12-1965 Hitnotering week 18 t/m 20: 01-06-1974 t/m 15-06-1974 | Hitnotering week 1 t/m 17: 14-08-1965 t/m 04-12-1965 Hitnotering week 18 t/m 20: 01-06-1974 t/m 15-06-1974 | Hitnotering week 1 t/m 17: 14-08-1965 t/m 04-12-1965 Hitnotering week 18 t/m 20: 01-06-1974 t/m 15-06-1974 | Hitnotering week 1 t/m 17: 14-08-1965 t/m 04-12-1965 Hitnotering week 18 t/m 20: 01-06-1974 t/m 15-06-1974 | Hitnotering week 1 t/m 17: 14-08-1965 t/m 04-12-1965 Hitnotering week 18 t/m 20: 01-06-1974 t/m 15-06-1974 | Hitnotering week 1 t/m 17: 14-08-1965 t/m 04-12-1965 Hitnotering week 18 t/m 20: 01-06-1974 t/m 15-06-1974 | Hitnotering week 1 t/m 17: 14-08-1965 t/m 04-12-1965 Hitnotering week 18 t/m 20: 01-06-1974 t/m 15-06-1974 | Hitnotering week 1 t/m 17: 14-08-1965 t/m 04-12-1965 Hitnotering week 18 t/m 20: 01-06-1974 t/m 15-06-1974 |
| Week | 1 | 2 | 3 | 4 | 5 | 6 | 7 | 8 | 9 | 10 | 11 | 12 | 13 | 14 | 15 | 16 | 17 | | 18 | 19 | 20 | |
| --- | --- | --- | --- | --- | --- | --- | --- | --- | --- | --- | --- | --- | --- | --- | --- | --- | --- | --- | --- | --- | --- | --- |
| Nummer | 8 | 6 | 4 | 4 | 4 | 3 | 3 | 3 | 5 | 6 | 6 | 8 | 8 | 6 | 13 | 14 | 20 | uit | 20 | 15 | 19 | uit |

### NPO Radio 2 Top 2000
| Nummer met noteringen in de NPO Radio 2 Top 2000 | '99  | '00  | '01  | '02  | '03  | '04  | '05  | '06  | '07  | '08  |
| ------------------------------------------------ | ---- | ---- | ---- | ---- | ---- | ---- | ---- | ---- | ---- | ---- |
| You've Got Your Troubles                         | 1382 | 1239 | 1343 | 1271 | 1266 | 1426 | 1531 | 1226 | 1499 | 1357 |

1. ↑  Een vetgedrukt getal geeft de hoogste notering aan.
2. ↑  Deze tabel is bijgewerkt tot en met de laatste editie (2024).